# Lyreco
Lyreco er en verdensomspændende fransk B2B-distributør af kontorartikler og relaterede services. Virksomheden blev etableret i 1926 af Georges-Gaston Gaspard i Marly i Valenciennes.
I 1970'erne fokuserede virksomheden på Frankrig. I 1989 begyndte Lyreco Group en internationaliseringsproces og opkøbte den første virksomheden udenfor Frankrig, "Vermeire" i Belgien. I 2024 havde de over 10.000 ansatte og tilstedeværelse i 40 lande.
Deres produkter og services inkluderer kontorforsyning, møbler, IT-udstyr, personligt beskyttelsesudstyr, hygiejne produkter, kaffe og catering services.

## Danmark
I Danmark er Lyreco tilstede igennem datterselskabet Lyreco Danmark A/S med hovedkvarter i Roskilde og ca. 300 ansatte. De har afdelinger i Odense, Kolding, Sorring og Skanderborg.